# Amikor a farok csóválja…
Az Amikor a farok csóválja... (eredeti cím: Wag the Dog) 1997-ben bemutatott amerikai politikai vígjáték Dustin Hoffman és Robert De Niro főszereplésével.

## Történet
A választások előtt az Amerikai Egyesült Államok elnöke szexbotrányba keveredik, mely csökkenti a 11 nap múlva esedékes újraválasztási esélyeit. Conrad Brean tanácsadó (Robert De Niro), a hatalom szürke eminenciása nem tűri, hogy az eset keresztülhúzza számításait. Így nagyobb botrányt kavar: kitalálja, hogy Amerika háborúban áll Albánia ellen, mert albán terroristák atombombát állítottak elő, amit Kanadába csempésztek, hogy majd az USA-ban robbantsák fel.
Egy filmstúdióban leforgatnak egy jelenetet kék háttér előtt, amiben egy „albán” kislány menekül (a hátteret kicserélik egy füstölgő, szétlőtt falusi házra), Hollywood egyik legjobb producerének (Dustin Hoffman) irányításával. A háborús képsorokat leadják az esti hírműsorok és ez csökkenti a szexbotrány hírértékét. Később azonban több problémát okoz a kitalált "háború", aminek létét a CIA is tagadja.
Az ötletgyárosok azonban felvillanyozódnak a problémáktól, több dalt és egy háborús hőst is kreálnak (egy börtönben fogva tartott elítélt játssza el a szerepét). Az elnök népszerűsége az egekbe szökik. A producer azonban ki akar lépni a nyilvánosság elé, hogy learassa a dicsőséget a színjátékért, ezért a titkosszolgálat Brean jóváhagyásával szívinfarktust színlelve eltünteti.

## Szereplők
| Színész              | Szerep                                          | Magyar hang           |
| -------------------- | ----------------------------------------------- | --------------------- |
| Robert De Niro       | Conrad Brean, elnöki tanácsadó                  | Végvári Tamás         |
| Dustin Hoffman       | Stanley Motss, hollywoodi filmproducer          | Szakácsi Sándor       |
| Anne Heche           | Winifred Ames, elnöki asszisztens               | Orosz Helga           |
| Denis Leary          | Hóbort / Fed King                               | Sótonyi Gábor         |
| Willie Nelson        | Johnny Dean                                     | Csuha Lajos           |
| Andrea Martin        | Liz Butsky                                      | Koffler Gizella       |
| Kirsten Dunst        | Tracy Lime                                      | Solecki Janka         |
| William H. Macy      | Charles Young CIA-ügynök                        | Pálfai Péter          |
| John Michael Higgins | John Levy                                       | Bede-Fazekas Szabolcs |
| Suzie Plakson        | Grace                                           | Kocsis Mariann        |
| Woody Harrelson      | William Schumann „őrmester” (valójában elítélt) | Megyeri János         |
| Suzanne Cryer        | Amy Cain                                        | Hirling Judit         |
| David Koechner       | a rendező                                       | N/A                   |
| James Belushi        | önmaga (cameoszerep)                            | N/A                   |

## Fontosabb díjak és jelölések
| Díj                                         | Kategória                                           | Jelölt személy(ek)         | Eredmény |
| ------------------------------------------- | --------------------------------------------------- | -------------------------- | -------- |
| Oscar-díj                                   | Legjobb eredeti forgatókönyv                        | Hilary Henkin, David Mamet | Jelölve  |
| Oscar-díj                                   | Legjobb férfi főszereplő                            | Dustin Hoffman             | Jelölve  |
| Golden Globe-díj                            | Legjobb komédia vagy musical                        | –                          | Jelölve  |
| Golden Globe-díj                            | Legjobb férfi főszereplő (zenés film vagy vígjáték) | Dustin Hoffman             | Jelölve  |
| Golden Globe-díj                            | Legjobb forgatókönyv                                | Hilary Henkin, David Mamet | Jelölve  |
| BAFTA-díj                                   | legjobb adaptált forgatókönyv                       | Hilary Henkin, David Mamet | Jelölve  |
| Screen Actors Guild-díj                     | Legjobb férfi főszereplő                            | Dustin Hoffman             | Jelölve  |
| 48. Berlini Nemzetközi Filmfesztivál (1998) | Zsűri Nagydíja                                      | Barry Levinson             | Elnyerte |
| 48. Berlini Nemzetközi Filmfesztivál (1998) | Arany Medve                                         | Barry Levinson             | Jelölve  |